# Revue française de criminologie et de droit pénal
La Revue française de criminologie et de droit pénal (RFCDP) est une revue française spécialisée dans la criminologie et le droit pénal soutenue par l'Institut pour la justice publiée depuis octobre 2013.

## Ligne éditoriale
L'IPJ, en donnant la parole à des experts divers, veut « constituer un forum interdisciplinaire de référence dans lequel tous les acteurs de la chaîne pénale peuvent échanger avec des approches différentes afin de faire progresser l’état des connaissances et les perspectives de recherche en matière de criminologie et de droit pénal ».
Pour certains chercheurs, le titre de cette revue et son apparence austère font partie des tentatives qui « font science » développées pour donner une identité académique à la criminologie.

## Organisation
Le comité scientifique de la revue se compose de Jean Pradel, Alain Bauer, Jean-Claude Magendie, Maurice Cusson et Yves Mayaud. Le comité de lecture fait intervenir différents experts comme le psychiatre Alexandre Baratta, l'inspecteur général honoraire de la police nationale Olivier Foll, le criminologue Xavier Raufer ou les avocats Thibault de Montbrial, Cécile Petit, premier avocat général honoraire à la Cour de Cassation et ancienne directrice de la Protection Judiciaire de la Jeunesse et Stéphane Maitre.

## Détails des revues
La première revue contient des contributions sur divers sujets tels que le droit des victimes, la justice des mineurs, l’application des peines, la criminologie, les méthodes d’insertion et de probation, ainsi que l’expertise psychiatrique en matière pénale . Elle comporte six articles signés par des experts en criminologie et en droit pénal tels que Alain Bauer et Jean Pradel. L’éditorial, signé par Xavier Bébin, Secrétaire général de  l’Institut pour la justice rappelle que l’ambition de la revue est « d’essayer de dépasser les clivages académiques et professionnels pour s’adresser à l’ensemble des acteurs et penseurs des problématiques judiciaires pénales : juges, professeurs de droit, criminologues, policiers, psychiatres, psychologues, avocats, etc. » .
Le deuxième numéro de la revue est paru en avril 2014. Il contient différentes contributions d’experts internationaux dans le domaine de la criminologie dont celle du Professeur Maurice Cusson sur le rôle de la communication pénale dans la justice et la dissuasion ainsi que celles des Professeurs Farrington, Ttofi et Loeber sur les facteurs de protection contre la délinquance. Le numéro comporte six articles au total sur des sujets variés tels que l’analyse comportementale, les causes de Crime Drop, les limites actuelles du système de justice pénal français ou encore la maîtrise de la délinquance des mineurs. La revue se termine par un dossier sur l’actualité du droit pénal et de la procédure pénale concernant la période d’octobre 2013 à mars 2014 .
Le troisième numéro de la revue a été publié en octobre 2014. Il aborde des sujets tels que les programmes correctionnels canadiens, la cybercriminalité comportementale, le nouveau capitalisme criminel, le terrorisme ou encore la responsabilité des juges. Plusieurs théoriciens et praticiens du droit pénal et de la criminologie ont participé à la rédaction de la revue, tels que Jean Pradel, Philippe Baumard, Jean-François Gayraud ou encore le juge Marc Trévidic .
La revue numéro quatre est parue en avril 2015. Elle comprend cinq articles dont un grand entretien avec Brigitte Raynaud, Secrétaire générale du Conseil national des villes  au sujet de la prévention de la délinquance et de l’aide aux victimes. Les thèmes abordés sont divers : renseignement criminel en Belgique, notion de crime contre l’humanité, et lutte contre la criminalité à New-York.
Parue en octobre 2015, la cinquième revue comprend trois articles. Le premier s’intéresse l’épopée de [Jules Bonnot|la Bande à Bonnot] et l’idéologie anarchiste. Le second apporte une analyse sur l’Hypothèse de la vitre brisée. Le dernier examine la question des fondements biologiques de la criminalité. La revue consacre également un dossier sur le thème de la « prison vue de l’intérieur » avec la traduction d’un article de Heather Mac Donald (en) paru dans le City Journal et un entretien de Dominique Ciavatti, ancien Directeur d’établissement pénitentiaire .
Le sixième volume de la revue est paru en avril 2016 . Il consacre un dossier à la question du terrorisme qui est analysée sous  les angles de la criminologie, du droit, de l’histoire, et du renseignement. La revue analyse également les conditions d’une réforme du CSM pour qu’il puisse exercer ses fonctions de garant de l’indépendance de l’autorité judiciaire. Enfin, la revue s’intéresse à l’influence des médias sur les décisions des jurys populaires.
Parue en octobre 2016, la septième revue française de criminologie et de droit pénal consacre tout un dossier aux conséquences de la légalisation des drogues ainsi qu’à l’ouverture des premières « salles de shoot » en France. Jean-Paul Bruneau, Président de l’association EDVO  est notamment interviewé sur sa méthode d’accompagnement des personnes qui souffrent d’addictions sévères, inspirée du  modèle « Minnesota ». La revue consacre également un article aux racines intellectuelles du terrorisme anarchiste  et un autre aux causes de la surpopulation carcérale aux États-Unis.
Le huitième numéro est paru en avril 2017. Il comprend deux articles sur l’utilisation de la statistique en criminologie, un autre sur l’état des lieux de la lutte contre le terrorisme et un sur la définition de la pédopornographie en droit français. Plusieurs auteurs ont contribué à la rédaction du huitième numéro, dont Christophe Soullez, Chef de l’Observatoire national de la délinquance et des réponses pénales et Heather Mac Donald (en).
Le neuvième numéro de la Revue Française de Criminologie et de Droit Pénal est paru au mois d’octobre 2017 . Dans cette revue, Maurice Cusson et Jonathan James présentent une technologie de surveillance dans le cadre de la prise en charge les criminels violents. Theodore Dalrymple raconte l'histoire des tueurs en série Fred West et Rosemary West. Pascal Moreau revient sur l’embauche de collaborateurs familiaux par les parlementaires. Enfin, deux articles traitent des organisations criminelles, l'un en France et l'autre au Japon avec le phénomène des Yakuza.